# Theodor Rhodius

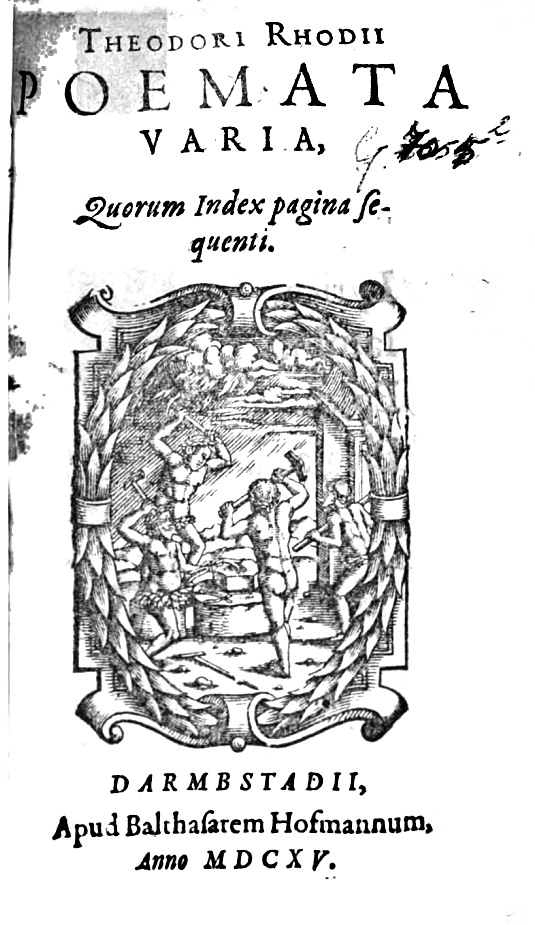
Titelblatt der Poemata varia, 1615

Theodor Rhodius, deutscher Name Dietrich Rhode (* um 1572 in Ladenburg; † 19. August 1625 in Asselheim) war ein deutscher lutherischer Pfarrer und neulateinischer Dramatiker. Er zählt zum Kreis der Späthumanisten.

## Leben
Rhode, mit latinisiertem Namen Rhodius, war lutherischer Religion und stammte nach älteren Quellen aus „Lupfen in Schwaben“, nach neuerem Forschungsstand jedoch aus Ladenburg. Als Stipendiat des Grafen Philipp I. von Leiningen besuchte er zunächst die Höninger Lateinschule und studierte 1594 an der Universität Tübingen, 1595 an der Universität Straßburg. Noch im gleichen Jahr wurde Rhodius Lehrer an seiner früheren Schule in Höningen und blieb bis 1601 in dieser Stellung. Dann berief ihn der Graf von Leiningen zum Pfarrer von Quirnheim. 1612 bis zu seinem Tode versah er dieses Amt in Asselheim. Hier starb er 1625 an der Pest.

## Werk
Rhodius schrieb lateinische Dramen und Komödien zu Themen aus dem Alten Testament, aber beispielsweise auch über den protestantischen Märtyrer Admiral Gaspard de Coligny. Vorbild seiner Werke sind teils die römischen Komödiendichter Plautus und Terenz (etwa bei Debora und Thesaurus) oder bei den Dramen Seneca (z. B. bei Simson). Die Werke bestehen meist aus fünf kurzen Akten, welche durch Chorlieder getrennt sind, wobei wichtige Teile der Handlung oft nur durch die Berichte von Boten eingebracht werden. Es gibt nur wenige Rollen, einige davon stehen für Abstraktionen wie Verzweiflung und Verleumdung. Über eine Aufführung seiner Stücke ist nichts bekannt.
Zu den befreundeten Dichtern, die zur Gesamtausgabe Gedichte beitrugen, gehören Caspar Brülow, Christoph Thomas Walliser, Friedrich Taubmann, Paul Melissus und Jan Gruter und Samuel Gloner (in Straßburg, 1598–1642).
Von Paul Schede wurde Theodor Rhodius 1601, in Heidelberg, zum Dichter gekrönt. Der Diplomat und Historiker Marquard Freher zählte zu seinen Unterstützern.

## Schriften
Eine erste Gesamtausgabe seiner Dramen erschien in Heidelberg 1600 (Comoediae sacrae duae Debora et Thesaurus, ad imitationem Plauti et Terentii: item Simson Tragoedia). In den Poemata der Gesamtausgabe von 1625 gibt er auch über sich Auskunft. Sie ist den Professoren der Straßburger Universität gewidmet, zu denen er enge Beziehungen hatte.
- Poemata varia. Balthasar Hofmann, Darmstadt 1615 (Digitalisat).
- Dramata sacra. Balthasar Hofmann, Frankfurt am Main 1615 u. P. Ledertz, Straßburg 1625 (Digitalisat).